# Конрад Гаєр
Конрад Геєр (англ. Conrad Heyer; 10 квітня 1749 або 1753, Волдоборо, Массачусетс-Бей — 19 лютого 1856, Волдборо, Мен, США) — американський фермер, ветеран війни за незалежність США. Довгожитель, що, ймовірно, є найраніше народженою людиною, коли-небудь знятою на фотоплівку.

## Життєпис

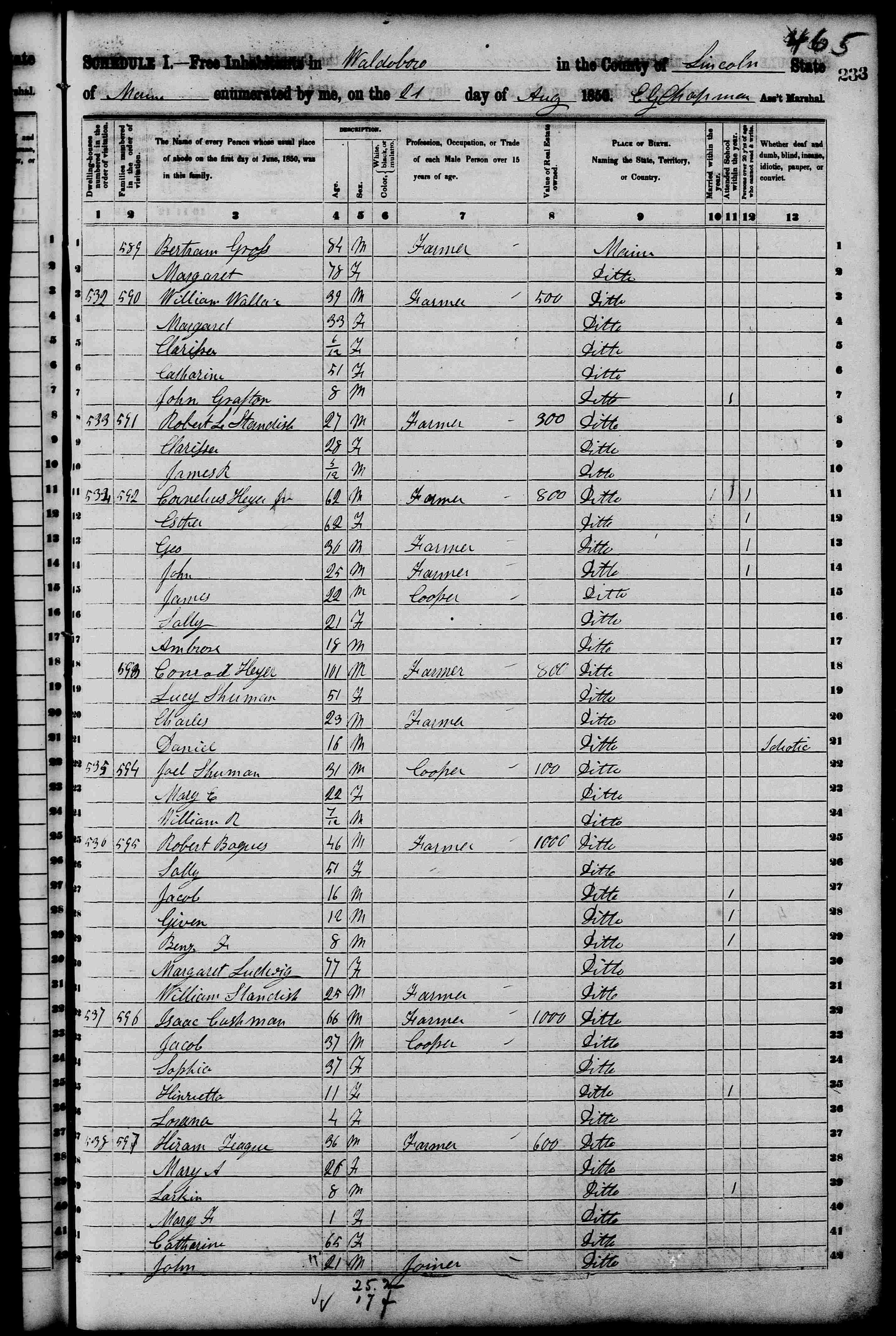
Бланк перепису населення США 1850 року. Вік Конрада Геєра зазначений як «101»

Геєр народився у 1749 або 1753 році в селі Волдоборо, яке тоді належало до провінції Массачусетської затоки. 1746 року поселення було захоплене і пограбоване Вабанакською конфедерацією і згодом заново заселене німецькими колоністами із Рейнської області. Серед цих колоністів були і батьки Конрада Геєра. Також, можливо, він був першою білою дитиною, яка народилася в цьому селі. Батько Конрада помер узимку перед тим, як він народився. Його мати Катаріна вдруге одружилася в 1772 або 1773 році з німецьким іммігрантом. У молодому віці Геєр належав до Німецької лютеранської церкви.
Під час Американської революції Геєр воював за Континентальну армію в складі 25-го полку, про що свідчить призначена йому в 1819 році пенсія та кілька свідків. Вступив на службу в грудні 1775 році і за рік, у середині грудня 1776, був звільнений із почестями у Фішкіллі. Інших історичних свідчень про його службу в армії немає. Пізніші свідчення про те, що Геєр брав участь у форсуванні Делаверу Вашингтоном і про його службу до 1778 року, не мають жодних підтверджень.
Геєр одружився із Мері Вебер у 1776 році. У подружжя народилося десятеро дітей. Після війни він повернувся до Волдоборо, де був фермером до кінця життя. Помер він у 1856 році, похований із військовими почестями.
Близько 1852 року, у віці близько 103 років, Геєр позував для дагеротипної фотографії. Таким чином, він, імовірно, є найраніше народженою людиною, яка коли-небудь була знята на фото. Однак це твердження є спірним, адже декілька осіб, які могли народитися раніше за Геєра, також були сфотографовані. Серед них жінка, на ім'я Мері Манро Сандерсон, яка могла народитися у 1748 році; швець Джон Адамс, який казав, що народився у 1745 році; ветеран війни за незалежність США Балтус Стоун, який міг народитися у 1744 році; раб Цезар, дата народження якого на надгробку вказана як 1737 рік.